# Christian Raymond
Christian Raymond (Avrillé, 24 dicembre 1943) è un ex ciclista su strada francese. Professionista dal 1965 al 1975, partecipò otto volte al Tour de France, vincendo una tappa nell'edizione 1970.

## Palmarès
- 1964 (Dilettanti, cinque vittorie)

Campionati francesi, Prova in linea Dilettanti
Campionati francesi, Cronometro a squadre Dilettanti
6ª tappa Route de France
7ª tappa Route de France
Classifica generale Route de France
- 1966 (Peugeot-BP-Michelin, una vittoria)

3ª tappa Critérium du Dauphiné Libéré
- 1970 (Peugeot-BP-Michelin, due vittorie)

19ª tappa Tour de France
Grand Prix de Fougères
- 1971 (Peugeot-BP-Michelin, due vittorie)

3ª tappa Grand Prix du Midi Libre
1ª tappa, 1ª semitappa Tour de Corse
- 1974 (Gan-Mercier-Hutchinson, una vittoria)

3ª tappa Tour de Romandie

## Piazzamenti

### Grandi Giri
- Tour de France

1966: 54º
1967: 57º
1968: 45º
1969: 42º
1970: 52º
1971: 32º
1972: 47º
1974: 76º
- Vuelta a España

1967: ritirato

### Classiche monumento
- Milano-Sanremo

1965: 41º
1967: 105º
1969: 20º
1970: 25º
- Giro delle Fiandre

1967: 43º
1971: 33º
- Parigi-Roubaix

1967: 27º
1972: 25º

### Competizioni mondiali
- Campionati del mondo

Zolder 1964 - In linea Dilettanti: 5º
Zolder 1969 - In linea Professionisti: 53º
Leicester 1970 - In linea Professionisti: 23º
Montreal 1974 - In linea Professionisti: ritirato
- Giochi olimpici

Tokyo 1964 - In linea: 95º